# Гагара, Владимир
Владими́р Гагара (чеш. Vladimír Hagara; 7 ноября 1943, Пьештяни, Трнавский край — 24 мая 2015) — чехословацкий футболист, игравший на позиции левого защитника. Участник чемпионата мира (1970).

## Биография

### Клубная карьера
Гагара начинал карьеру в клубе «ТЕ Готтвальдов», за который отыграл три сезона.
Затем, в 1964 году он перешёл в «Нитру», где отыграл два сезона. В 1966 году, Гагара перешёл в трнавский «Спартак», в котором отыграл восемь сезонов. В составе «Спартака» он пять раз становился чемпионом Чехословакии, а также два раза выиграл Кубок Чехословакии.
В последующие годы Гагара играл за «Строярне Мартин» (1974—1977) и «Пьештяни» (1977—1978), в котором он закончил карьеру.

### Карьера в сборной
В составе сборной Чехословакии сыграл два матча на чемпионате мира 1970 года, на котором сборная Чехословакии заняла в группе последнее место. Всего за сборную Чехословакии сыграл 25 матчей и забил 4 мяча.

### Смерть
Скончался 24 мая 2015 года, в возрасте 71 года.

## Достижения
«Спартак» (Трнава)
- Чемпион Чехословакии (5): 1967/68, 1968/69, 1970/71, 1971/72, 1972/73
- Обладатель Кубка Чехословакии (2) : 1966/1967, 1970/1971
- Обладатель Кубка Митропы (1) : 1967